# Saint-Jacut-de-la-Mer
Saint-Jacut-de-la-Mer település Franciaországban, Côtes-d’Armor megyében. Lakosainak száma 909 fő (2022. január 1.). Saint-Jacut-de-la-Mer Créhen és Beaussais-sur-Mer községekkel határos.

## Népesség
A település népessége az elmúlt években az alábbi módon változott:
| Lakosok száma | 1022 | 893  | 797  | 831  | 867  | 893  | 906  | 911  | 910  | 909  |
|               | 1968 | 1982 | 1990 | 2006 | 2013 | 2015 | 2017 | 2019 | 2020 | 2022 |